# Betonschleifer
Der Betonschleifer ist ein handgeführtes Elektrowerkzeug, welches zum Schleifen mineralischer Untergründe eingesetzt wird. Betonschleifer nutzen dabei runde Schleifteller, welche auf der Antriebsachse befestigt werden und mit Geschwindigkeiten bis zu 10.000/min rotieren.
Eingesetzt werden Betonschleifer vornehmlich zum Schleifen von Beton und Estrichflächen, können aber auch zum Abtragen von Putz im Wandbereich eingesetzt werden. Moderne Betonschleifer als Handgeräte haben neben einer Absaughaube, die sich partiell öffnen lässt, um auch in Randbereichen (z. B. zwischen Boden und Wand) arbeiten zu können, auch noch eine Autobalancing-Einheit, die den Schleifteller während des Betriebes automatisch auswuchtet. Für einige Geräte gibt es eine elektronische Drehzahlregelung, mit der die Drehzahl des Schleiftellers einstellbar ist. Vor allem für wärmeempfindliche Altbeschichtungen aus Kunststoffen oder Bitumen ist die Wahl des richtigen Schleiftellers wichtig, da hier die üblicherweise eingesetzten Diamantschleifteller verschmieren können.

## Arten
Grob unterscheidet man vier Arten von Betonschleifern:
Turm-Form
Der Elektromotor steht senkrecht zum zu bearbeitenden Untergrund, die Handgriffe sind parallel zueinander rechts und links neben dem Motor angebracht.
Winkelschleifer-Form
Der Elektromotor liegt parallel zum zu bearbeitenden Untergrund; sein Antriebsmoment wird über ein Getriebe umgelenkt. Die Bedienung erfolgt wie bei einem Winkelschleifer. Anstelle des Seitengriffes kann bei einigen Geräten auch ein Bügel- oder Knopfgriff montiert werden.
Reine Bodenschleifer
Der Elektromotor steht senkrecht zum zu bearbeitenden Untergrund, der Handgriff ist über eine Deichsel mit der Antriebseinheit verbunden.
Bodenschleifmaschinen/Bodenpoliermaschinen mit Satellitensystem (3 oder 4 Satelliten)
Der Elektromotor steht senkrecht zum zu bearbeitenden Untergrund, die Satelliten drehen sich in Kontrarotation zum Planeten, meist mit der 3–6-fachen Geschwindigkeit. Diese Technologie findet Einsatz beim Schleifen von Kunststein-, Naturstein- und Betonböden, aber auch beim Schleifen von Holzböden. Die Ebenheit, die dabei erzielt wird, übersteigt bisherige Verfahren bei weitem.